# 1978 US5
1978 US5 är en asteroid i huvudbältet som upptäcktes den 27 oktober 1978 av den amerikanska astronomen C. Michelle Olmstead vid Palomarobservatoriet.
Asteroiden har en diameter på ungefär 4 kilometer.